# José Joaquín Moreno Silva
José Joaquín Moreno Silva (horcajo de santiago 
, 4 de abril de 1948) es un rejoneador español y ganadero de Saltillo, además de propietario de los hierros desaparecidos de Moreno Silva, Alonso Moreno y Enriqueta de la Cova.

## Biografía
Hijo de Alonso Moreno de la Cova y Ángela de Silva Melgarejo, José Joaquín nace en un ambiente taurino que propicia su afición al mundo de los toros, siendo hijo, nieto y sobrino de ganaderos de toros bravos. Así, su tío Félix Moreno era propietario del hierro de Saltillo, como su abuela materna y su padre lo eran de los hierros que llevaban su nombre.
En 1961 inicia su trayectoria como rejoneador, actividad profesional que no le impide iniciar sus estudios académicos en la Facultad de Ciencias Políticas de la Universidad Complutense de Madrid.

## Rejoneador
Su debut tuvo lugar en la Plaza de toros de Lorca (Murcia) en 1969, momento a partir del cual empezará a torear por plazas de tercera y segunda categoría. El 15 de mayo se presentaba en la Plaza de toros de Granada, lidiando toros de Moreno Santamaría junto a Juan Manuel Landete, Antonio Ignacio Vargas y Lolita Muñoz, obteniendo como resultado artístico una vuelta al ruedo. Lo hacía tras su comparencia en la Plaza de toros de Castellón, en la que había participado en una corrida mixta junto a los novilleros Rafael Romero y Julián García.
El 23 de mayo de 1971 tenía lugar su debut en la Plaza de toros de Las Ventas, lidiado un novillo de El Pizarral en compañía de Miguel Mateo "Miguelín", Julián García y el mexicano Eloy Cavazos, obteniendo una ovación tras su comparecencia, marcada por la fuerte lluvia que arreció sobre Madrid.
Su triunfo como rejoneador tiene lugar a partir de 1973, año en el que llega a actuar hasta en 36 ocasiones. A partir de aquí su carrera se mantendrá más discreta aunque con grandes triunfos, llegando a cortar 51 orejas en la temporada de 1978, donde fue acartelado en 27 ocasiones. A partir de aquí y durante los años ochenta, su presencia en los carteles se mantendrá dentro de la esfera de las plazas de segunda y tercera categoría, especialmente en el litoral catalán.